# Keyeno Thomas
Keyeno Thomas, né le 29 décembre 1977 à Point Fortin, est un footballeur international trinidadien qui évoluait au poste de défenseur.

## Biographie

### Carrière de joueur
Keyeno Thomas joue en faveur de Joe Public, de San Juan Jabloteh, de Ma Pau et de l'équipe américaine des Colorado Rapids. Avec les Rapids, il dispute une saison en Major League Soccer pour 12 matchs joués.
Il prend sa retraite sportive en 2011.

### Carrière internationale
Keyeno Thomas est convoqué pour la première fois pour un match amical face à l'Arabie saoudite le 9 mai 1998 à Cannes (défaite 2-1). Lors de sa 46e sélection, le 2 juin 2007, il marque son premier but en équipe de Trinité-et-Tobago lors d'un match amical contre le Honduras (défaite 3-1).
Il dispute deux Gold Cups : en 2002 puis en 2007. Il participe également à trois Coupes caribéennes : en 1998, 2005 et enfin 2008.
Il compte 72 sélections et 2 buts avec l'équipe de Trinité-et-Tobago entre 1998 et 2009.

## Palmarès

### En club
- Avec Joe Public :
  - vainqueur de la CFU Club Championship en 1998
  - champion de Trinité-et-Tobago en 1998, 2006 et 2009
  - vainqueur de la Coupe de Trinité-et-Tobago en 2001, 2007 et 2009
  - vainqueur de la Coupe Toyota Classic en 2007 et 2009
  - vainqueur de la Coupe Pro Bowl en 2009

- Avec San Juan Jabloteh :
  - champion de Trinité-et-Tobago en 2004
  - vainqueur de la Coupe de Trinité-et-Tobago en 2005
  - vainqueur de la Coupe Pro Bowl en 2005 et 2006